# Campionatul Mondial de Scrimă din 1998
Campionatul Mondial de Scrimă din 1998 s-a desfășurat în perioadă 7–11 septembrie la La Chaux-de-Fonds în Elveția.

## Rezultate

### Masculin
| Probă                 | Aur                                                                     | Argint                                                                  | Bronz                                                                     |
| Spadă la individual   | Hugues Obry (FRA)                                                       | Peter Vanky (SWE)                                                       | Carlos Pedroso (CUB) · Attila Fekete (HUN)                                |
| Spadă pe echipe       | Ungaria Attila Fekete Géza Imre Krisztián Kulcsár Iván Kovács           | Franța Hugues Obry Frantz Philippe Rémy Delhomme Éric Srecki            | Rusia Pavel Kolobkov Valeri Zaharevici Andrei Kolotilin Aleksandr Elețkih |
| Floretă la individual | Serhii Holubîțkîi (UKR)                                                 | Elvis Gregory (CUB)                                                     | Salvatore Sanzo (ITA) · Piotr Kielpikowski (POL)                          |
| Floretă pe echipe     | Polonia Piotr Kielpikowski Slawomir Mocek Adam Krzesinski               | Franța Patrice Lhotellier Laurent Bel Lionel Plumenail                  | Coreea de Sud Kim Yong-ho You Bong-hyung Chung Kwang-suk Kim Seung-pyo    |
| Sabie la individual   | Luigi Tarantino (ITA)                                                   | Raffaello Caserta (ITA)                                                 | Fernando Medina (ESP) · Sergey Șarikov (RUS)                              |
| Sabie pe echipe       | Ungaria Domonkos Ferjancsik György Boros Zsolt Nemcsik József Navarrete | Franța Damien Touya Jean-Philippe Daurelle Matthieu Gourdain Gael Touya | Polonia Norbert Jaskot Marcin Sobala Rafał Sznajder Dariusz Gilman        |

### Feminin
| Probă                 | Aur                                                                                  | Argint                                                                                   | Bronz                                                                        |
| Spadă la individual   | Laura Flessel-Colovic (FRA)                                                          | Denise Holzkamp (GER)                                                                    | Hajnalka Tóth (HUN) · Gyöngyi Szalay (HUN)                                   |
| Spadă pe echipe       | Franța Laura Flessel-Colovic Valérie Barlois Sophie Moressée-Pichot Sangita Tripathi | Cuba Tamara Esteri Almeida Mirayda García Soto Zuleydis Ortíz Puente Mila Palma Gonzalez | Ucraina Eva Vîbornova Viktoria Titova Alla Mîroniuk Anna Garina              |
| Floretă la individual | Sabine Bau (GER)                                                                     | Svetlana Boiko (RUS)                                                                     | Valentina Vezzali (ITA) · Giovanna Trillini (ITA)                            |
| Floretă pe echipe     | Italia Valentina Vezzali Giovanna Trillini Annamaria Giacometti Diana Bianchedi      | România · Reka Szabo · Roxana Scarlat · Laura Badea · Claudia Vanță                      | Polonia Barbara Wolnicka Sylwia Gruchała Anna Rybicka Magdalena Mroczkiewicz |

## Clasament pe medalii
| Loc | Țară          | Aur | Argint | Bronz | Total |
| --- | ------------- | --- | ------ | ----- | ----- |
| 1   | Franța        | 3   | 3      | 0     | 6     |
| 2   | Italia        | 2   | 1      | 3     | 6     |
| 3   | Ungaria       | 2   | 0      | 3     | 5     |
| 4   | Germania      | 1   | 1      | 0     | 2     |
| 5   | Polonia       | 1   | 0      | 3     | 4     |
| 6   | Ucraina       | 1   | 0      | 1     | 2     |
| 7   | Cuba          | 0   | 2      | 1     | 3     |
| 8   | Rusia         | 0   | 1      | 2     | 3     |
| 9   | România       | 0   | 1      | 0     | 1     |
| 9   | Suedia        | 0   | 1      | 0     | 1     |
| 11  | Spania        | 0   | 0      | 1     | 1     |
| 11  | Coreea de Sud | 0   | 0      | 1     | 1     |